# Poro di Kohn
Il poro di Kohn (dal patologo tedesco Hans Kohn, 15 settembre 1886, Wassertrüdingen, Bavaria) è un'interruzione della parete alveolare che mette in comunicazione due alveoli.
La loro esistenza è stata a lungo dubbia, ma confermata mediante microscopia elettronica. L'istogenesi ancora è misconosciuta, venendo infatti evocati vari meccanismi.
Gli pneumociti di II tipo sono spesso vicino a tali pori. Hanno diametro tra 0,8-1,5 microm. Comportano iperventilazione, facilitano il passaggio del surfattante, dei macrofagi, delle infezioni e dei carcinomi.
La presenza di due aperture vicine è spesso osservata nei mammiferi anziani. Il numero di pori di Kohn è uno dei primi segni di senescenza parenchimale. Rimane invece discussa la correlazione con la degenerazione enfisematosa.